# Coalizão Contra o Tráfico de Mulheres
A Coalizão Contra o Tráfico de Mulheres (CATW, na sigla em inglês) é uma organização não governamental internacional que se opõe ao tráfico de pessoas, à prostituição e a outras formas de sexo comercial.

## Visão
A CATW fundamenta-se em um ponto de vista feminista. Sua definição de "tráfico" inclui todas as formas de prostituição de mulheres ou de crianças, rechaçando a distinção entre prostituição "forçada" e "voluntária", uma vez que encara ambas como uma violação da dignidade das mulheres e uma violência contra elas. Neste sentido, se opõe fortemente ao ponto de vista da Aliança Global contra o Tráfico de Mulheres e do movimento pelos direitos das trabalhadoras do sexo. A organização também é contra "a pornografia, o turismo sexual e a venda de noivas por correspondência". Em seu site, o conceito de exploração sexual abrange o assédio sexual, o estupro, o incesto e a agressão. A CATW foi criada em 1988.
Como solução para o problema do tráfico de pessoas e da exploração sexual, a coalizão propõe  descriminalizar a venda do sexo e criminalizar: a sua compra, o proxenetismo, a manutenção de bordéis e o tráfico. Esta abordagem, algumas vezes chamada de "modelo sueco" ou de "modelo nórdico", foi implementada na Suécia, na Noruega, na Islândia, na França, na Irlanda do Norte e na Irlanda em parte como resultado da pressão de ativistas afiliados à CATW nestes países. A organização considera essas leis bem-sucedidas no combate à prostituição e ao tráfico de pessoas, e faz lobby para que sejam replicadas em outros lugares.
A CATW reivindica ainda "a rejeição às políticas e às práticas estatais que direcionem as mulheres para condições de exploração sexual" ... e "a disponibilização de oportunidades de emprego e educação que aumentem o valor e o estatuto das mulheres".

## História
A CATW foi fundada em 1988 como resultado de uma convenção intitulada "Primeira Conferência Global contra o Tráfico de Mulheres", organizada por vários grupos feministas estadunidenses, incluindo o Women Against Pornography (Mulheres Contra a Pornografia) e o WHISPER. Suas dirigentes, como a fundadora Dorchen Leidholdt e a co-presidente (a partir de 2007) Norma Ramos, eram originalmente líderes do Women Against Pornography.
A CATW foi a primeira organização não governamental (ONG) internacional a trabalhar contra o tráfico humano, tendo ganhado o status de consultora junto ao ECOSOC (ONU) em 1989. Ela influenciou a legislação contra a indústria do sexo e contra o tráfico sexual em vários lugares do mundo, incluindo as Filipinas, a Venezuela, Bangladesh, o Japão, a Suécia e os Estados Unidos.

## Envolvimento
Em 2008, a coalizão apoiou a campanha para derrotar a Proposição K de São Francisco, uma proposta que pedia a descriminalização total da prostituição. A CATW também encorajou seus seguidores a fazer com que a rede de televisão HBO parasse de exibir programas como a série Cathouse, que ela considera promover o tráfico sexual e a prostituição. Em 2008, a ONG realizou uma discussão na Ordem dos Advogados da Cidade de Nova Iorque sobre as leis que regem a prostituição e o tráfico de pessoas na Suécia e nos EUA, intitulada "Abolindo a escravidão sexual: de Estocolmo a Hunts Point".

## Estrutura
A CATW consiste em redes regionais que dirigem grupos afiliados. Ela tem o que descreve como "coalizões nacionais" em países como as Filipinas, Bangladesh, a Indonésia, a Tailândia, a Venezuela, Porto Rico, o Chile, o Canadá, a Noruega, a França, a Espanha e a Grécia.
Após o "Congresso Mulheres Empoderando Mulheres: Uma Conferência de Direitos Humanos sobre o Tráfico de Mulheres Asiáticas" realizado em Manila, nas Filipinas, em abril de 1993, a CATW criou uma seção na Ásia-Pacífico, da qual a filial australiana, apenas para mulheres, também faz parte. Outras filiais podem ser encontradas na África, na Europa, na Noruega, no norte da Noruega, na América Latina e nas ilhas do Caribe.

## Táticas
A CATW é uma organização que adere a um "ativismo de baixo risco", o que significa que ela afirma usar táticas que normalmente não perturbam a coletividade ou levam à desobediência civil. Visando alcançar seus objetivos, ela arrecada fundos para fornecer moradias seguras para as vítimas e para adquirir outros recursos. Ela faz lobby (principalmente em países onde considera que a legislação sobre o tráfico de pessoas é branda ou inexistente) com políticos para que eles apresentem soluções e promulguem leis contra a exploração sexual e outras formas de tráfico humano. Também divulga seus esforços por meio de seu site e de várias organizações de direitos humanos e contrárias ao tráfico de pessoas.
A CATW procura conscientizar estudantes e comunidades em todo o mundo organizando sessões de "treinamento" para educadores, autoridades policiais e governamentais e líderes comunitários. Ela também testemunha perante congressos nacionais, parlamentos, comissões de reforma legislativa e comitês regionais e das Nações Unidas.

## Campanhas, programas e projetos
Lista com breve descrição de algumas das campanhas globais da CATW:
- Medidas de combate ao tráfico de seres humanos - aborda as lacunas constatadas nos programas e políticas antitráfico atuais, com foco na igualdade de gênero, na demanda e nas ligações entre a prostituição e o tráfico (dentre os países participantes estão a Albânia, a Bulgária, a Croácia e a República Tcheca).
- O Projeto de Prevenção - plano em múltiplos níveis que visa prevenir o tráfico e a exploração sexuais por meio do desenvolvimento de procedimentos padronizados (estão entre os participantes a Itália, a Nigéria, o Mali, o México e a República da Geórgia).
- Projeto para Conter a Demanda Masculina pela Prostituição (participam os países bálticos, a Índia e as Filipinas, dentre outros).
- Projeto de Documentação de Direitos Humanos - conduz sessões de treinamento que instruem as organizações de mulheres sobre o que a ONG descreve como "métodos de pesquisa feministas".